# Charles Doe
Charles Webster "Charlie" Doe Jr. (4 de setembro de 1898 — 19 de novembro de 1995) foi um jogador de rugby union estadunidense, campeão olímpico.

## Carreira
Charles Webster Doe era descendente de uma antiga família de colonos da Nova Inglaterra. Ele foi um dos cinco filhos de Charles Webster e Laura Doe. Ele se formou na Lowell High School e depois estudou na Universidade Stanford. Durante seus estudos, ele representou o Stanford Cardinal no rugby union, basquete e futebol americano,, e depois de se formar ingressou no Clube Olímpico. Durante a Primeira Guerra Mundial, ele foi motorista de ambulância na frente italiana por seis meses.
Participou duas vezes dos Jogos Olímpicos com a seleção dos Estados Unidos. No torneio da união de rugby nos Jogos de 1920, a equipe americana, composta em sua maioria por estudantes das universidades de Santa Clara, Berkeley e Stanford, derrotou os favoritos franceses por 8–0 em uma partida disputada em 5 de setembro de 1920 no Estádio Olímpico. Como esta foi a única partida disputada nesta competição, significou que os jogadores norte-americanos conquistaram a medalha de ouro. Ele também participou do torneio de rugby union nos Jogos Olímpicos de Verão de 1924. Ele jogou as duas partidas desta competição, nas quais os americanos derrotaram a Romênia por 37-0 em 11 de maio no Stade de Colombes, e uma semana depois derrotaram a França por 17-3. Ao vencer os dois confrontos, os americanos venceram o torneio, conquistando assim a medalha de ouro olímpica.
Na seleção dos EUA nos anos 1920-1924, ele disputou um total de quatro partidas, marcando 15 pontos. Além de três partidas em torneios olímpicos, ele também jogou contra os franceses em 10 de outubro de 1920.
Casou-se com Miriam Ebright em 9 de dezembro de 1925, e desta união nasceram três filhos: Charles Webster, Robin e Abigail. Trabalhou na empresa de seu pai, na indústria madeireira. Juntamente com outros medalhistas de ouro do rugby union, ele foi incluído no Hall da Fama do IRB em 2012.